# N-Gage

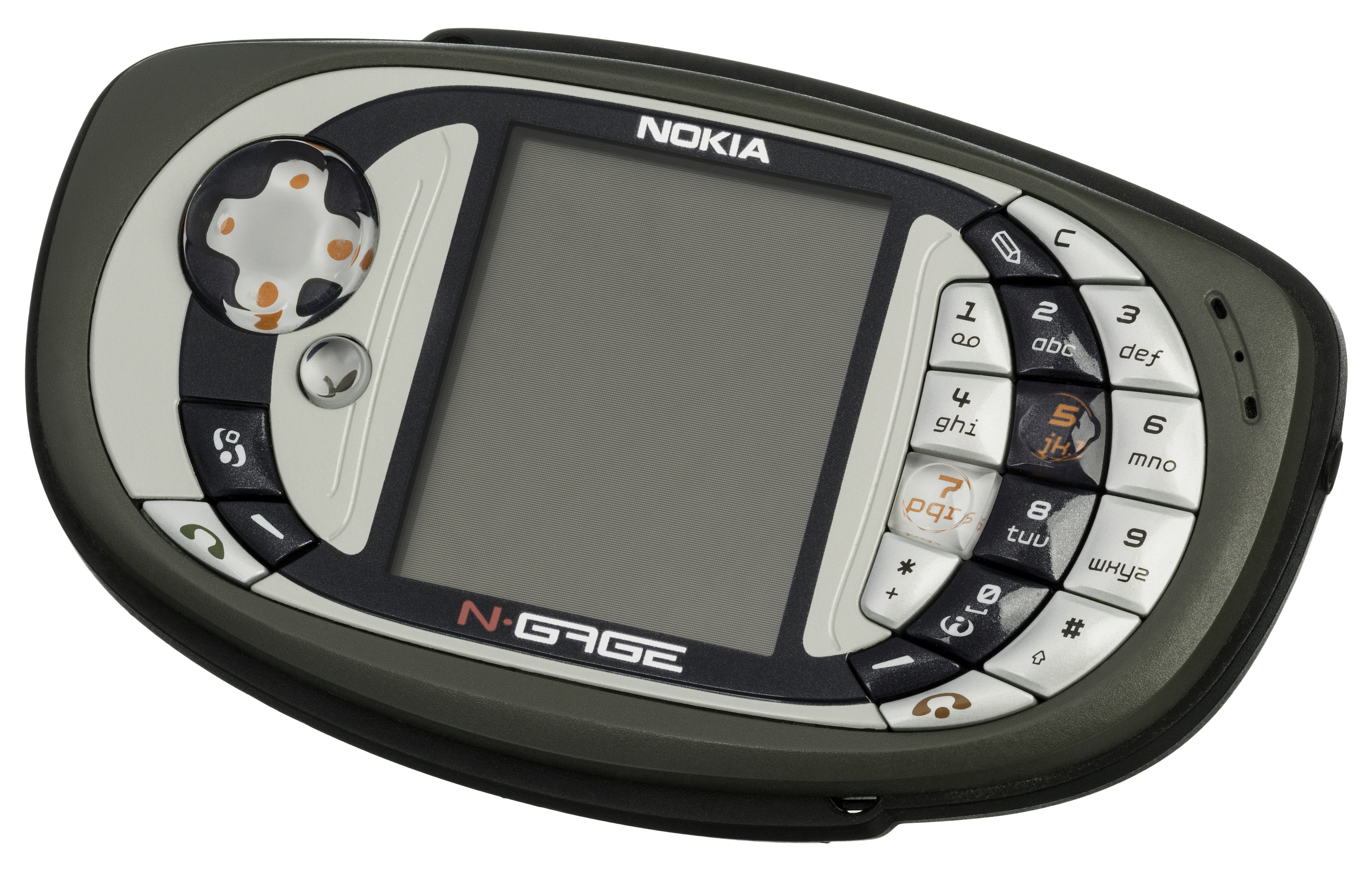
N-Gage QD

N-Gage是一款由诺基亚发行的具有手機和遊戲功能的掌上游戏设备。此设备于2002年11月4日宣布并于2003年10月7日发行。它在塞班OSV6.1的S60平台运行。相比同時期其它智能手機來說，它們具有很大的運行內存，運行遊戲非常流暢。它們的區別在於N-Gage QD取消了N-Gage的立體聲喇叭和收音機。另外N-Gage沒有推出中文版本。
2004年，诺基亚通过重新设计了最初的N-Gage，推出了N-Gage QD。
2007年11月，N-Gage以N-Gage服务的形式，登陸在Nokia Series 60內，只要用戶的手機對應N-Gage平台，便可以付費下載最新的遊戲等。